# La Maná
La Maná – miasto w Ekwadorze, w prowincji Cotopaxi, stolica kantonu La Maná.
Przez miasto przebiega droga krajowa E30.